# 利寶閣集團
利寶閣集團有限公司，簡稱利寶閣集團（英語：Li Bao Ge Group Limited，港交所：1869），由陳振傑（主席及行政總裁）於1998年在香港（總部）成立。是一家主要於香港及中國內地從事連鎖餐飲的投資控股公司。該公司於香港及深圳主要以「利寶閣」品牌提供中式筵席及餐飲服務。該公司通過盒馬鮮生以實體及線上（O2O）的業務模式進軍中國的餐飲外賣及送餐市場。此外，該公司以「新玖記」及「潮將軍」等品牌銷售燒味及熟食。該公司的業務覆蓋香港、深圳、廣州及上海等市場。

## 历史
- 2020年1月9日，利寶閣集團以2,240萬元人民幣收購上海新玖記母企耀良(上海) 食品70%股份，買入上海新玖記設於盒馬鮮生超市內合共32間店中店。上海新玖記是該區著名的燒味品牌之一，提供餐桌熟食，以烤鴨為明星產品。收購後，利寶閣於盒馬鮮生的「店中店」合作地區亦由香港、深圳等大灣區城市，擴展至上海，深化與盒馬的合作。[2]

- 2019年12月16日，利寶閣集團與阿里巴巴旗下深圳盒馬簽訂策略合作協議，集團可透過盒馬鮮生實體店及電子商貿平台之創新線上線下 (O2O) 零售模式進入中國迅速增長的餐飲外賣及送餐市場。根據合作協議，利寶閣將在盒馬鮮生推出旗下品牌產品，例如提供港式燒味餐膳食品、湯水、點心、甜品及節日食品等具特色的菜式。 盒馬鮮生則為本公司提供全面的線上線下平台、場地設施及技術支援，當中包括營銷推廣、線上銷售渠道資源協調、潛在客戶開發、線上線下(O2O)渠道建設等。由於利寶閣設於盒馬鮮生的新店面積較目前以中高檔粵菜酒家形式經營的店舖大幅減少，大大降低了投資成本，令利寶閣得以轉型至輕資本商業模式。[3]

- 截至2019年12月31日，利寶閣集團於尖沙咀The One、銅鑼灣利舞臺、奧海城、觀塘鱷魚恤中心及上環無限極廣場擁有合共六間中式酒樓。內地方面，集團於深圳擁有三間中式酒樓，分別位於福田區（深圳酒樓及深圳卓悅中心酒樓) 及寶安區（深圳壹方城酒樓）；以及兩間小型粵式點心茶餐廳，分別是位於福田區的利寶閣點心茶居和羅湖區的利寶閣茶居。[4]

- [5]截至2018年3月31日，利寶閣集團於香港擁有五間中式酒樓，包括利寶閣酒家品牌(上環無限極廣埸分店、奧海城分店、The One分店及銅鑼灣利舞臺廣場分店)及上環無限極廣埸的京香閣酒樓，而於中國深圳的兩間中式酒樓分別位於福田區嘉里建設廣場分店及寶安區壹方城分店。[6]

- 股份在2016年6月30日於港交所創業板上市。配售價格為0.3至0.4港元之間，股份數目為2億股，集資額為2350萬港元，其中用作於中國深圳開設兩間「利寶閣」品牌新粵菜酒樓[7][8][9]。

## 外部連結
- starofcanton.com.hk